# 戸澤正宇
戸澤 正宇（とざわ まさたか、2002年6月12日 - ）は、日本のピアノ奏者。
千葉県出身。

## 略歴
幼い頃からヴァイオリン、ピアノ、作曲を習い音楽に親しむ。
東京芸術大学音楽学部附属音楽高等学校を経て、東京芸術大学音楽学部在学中（ピアノ専攻）。
これまでにヴァイオリンを御木マドカに師事。作曲を小島佳男や西尾洋らに師事。ピアノをこれまでに飯田陽子、秦はるひ、佐藤俊、後藤康孝、𠮷永哲道、沼田宏行、有森博らに師事。

## 表彰
- 全日本学生音楽コンクール 中学生の部：東京大会入選[1]
- 第25回宮日音楽コンクールピアノ部門グランプリ
- 木更津ユネスコ大賞受賞
- ちば音楽コンクール最優秀賞受賞

・第４回藝大ピアノコンクール　本選入選